# Battaglia di Crampton's Gap
La battaglia di Crampton's Gap fu combattuta il 14 settembre 1862 durante la guerra di secessione americana, fra le armate nordiste di William B. Franklin e sudiste di Howell Cobb. Lo scontro rientrò nel fronte più ampio della battaglia di South Mountain, avvenuta nello stesso giorno, e vide i nordisti espugnare un passo montano tenuto dai sudisti, che tuttavia li fece ritardare per il resto della campagna del Maryland.

## Preludio
Nel 1862 il generale sudista Robert E. Lee invase il Maryland con l'Armata della Virginia settentrionale, con l'intenzione di conquistare Washington e mettere fine alla guerra. A fronteggiarlo c'era il generale unionista George B. McClellan, di indole cauta e attendista. Una parte dell'esercito confederato si attardò nella battaglia di Harpers Ferry, per conquistare un arsenale unionista sito al confine tra Virginia e Maryland, e solo una parte dell'esercito sudista proseguì verso nord invadendo il Maryland, al comando del generale Lafayette McLaws.
I piani di invasione di Lee furono tuttavia intercettati dagli unionisti, e ciò fornì al generale McClellan l'occasione per attaccare evitando la sua solita strategia attendista. Inviò quindi un esercito per respingere l'invasione del Maryland al comando del generale William B. Franklin, che arrivò in vista dei sudisti presso il passo montano di Crampton's Gap, tenuto dal generale sudista Howell Cobb, che con la sua brigata copriva il fianco dell'armata di McLaws.

## La battaglia
Il 14 settembre, dopo aver stabilito il proprio quartier generale nella cittadina di Burkittsville, il generale Franklin cominciò ad organizzare l'assalto contro Crampton's Gap, ma dalla cima del passo Cobb si accorse delle manovre nordiste e fece bombardare le truppe nemiche in fase di posizionamento. Dopo ore di preparazione Franklin, pur riconoscendo la superiorità delle posizioni sudiste, diede l'ordine di avanzare.
I confederati resistettero per alcune ore, avvantaggiati dal terreno impervio e boscoso della zona, ma infine la superiorità numerica nordista prevalse e i sudisti si ritirarono in cima al passo, dove il generale Cobb provò brevemente a organizzare una nuova resistenza, ma senza successo. Nei combattimenti morì anche il colonnello John B. Lamar, cognato dello stesso Cobb. A fine giornata i nordisti avevano conquistato Crampton's Gap, e Cobb divette ritirarsi coi resti della sua brigata.

## Conseguenze
Nonostante la sconfitta subita, Cobb riuscì a tenere impegnato Franklin abbastanza a lungo da distogliere importanti forze nordiste dal resto della battaglia di South Mountain, permettendo il ritiro delle restanti truppe di McLaws. Inoltre gli scontri di Crampton's Gap impedirono agli unionisti di giungere in soccorso di Harpres Ferry, che cadde in mano sudista il 15 settembre. Il 17 settembre poi l'esercito sudista fermò la propria ritirata e affrontò i nordisti nella battaglia di Antietam, la più sanguinosa della guerra fino a quel momento.